# Вырождение (математика)
Вырожденными называют математические объекты, обладающие принципиально более простой структурой и смыслом по сравнению с остальными объектами в своём классе, то есть такие, которые, даже будучи взятыми вместе, не дают полного представления обо всём классе. Предельно простые объекты называют тривиальными.

## Примеры в геометрии
- вырожденный треугольник — треугольник, все вершины которого лежат на одной прямой[1].
Эквивалентные формулировки:

- вырожденный треугольник — треугольник, площадь которого равна нулю;
- вырожденный треугольник — треугольник, для которого неравенство треугольника обращается в равенство.

- двуугольник — многоугольник с двумя углами, его стороны лежат на одной прямой, а угол равен 0°. Из него также образуются вырожденные звёздчатые многоугольники.
- Вырожденное коническое сечение[англ.], уравнение является приводимым многочленом.

## Примеры в линейной алгебре
- вырожденная матрица — это матрица, определитель которой равен нулю[2][3];
- вырожденный оператор — оператор, отображающий всё пространство на некоторое его собственное подпространство[4][3];

## Другие примеры
- вырожденное решение — решение задачи, в котором число ненулевых элементов меньше «нормального»
- вырожденная точка действительнозначной дважды дифференцируемой функции — это её критическая точка, в которой вторая производная равна нулю;
- вырожденный узел (дифференциальных уравнений) — все без исключения интегральные кривые проходят через особую точку, касаясь одного направления[5].
- вырожденные интегральные уравнения[6].
- вырожденные эллиптические координаты[7].
- вырожденная гипергеометрическая функция получается в результате предельного перехода в решении дифференциального уравнения Римана[8].
- вырожденные гипергеометрические ряды[9].
- вырожденное ядро — ядро определённого вида интегрального уравнения Вольтерры[10]
- метод вырожденных ядер — один из методов построения аппроксимирующего уравнения для приближённого решения некоторых видов интегральных уравнений[2].